# Vu Sơn
Vu Sơn (chữ Hán giản thể:巫山县, Hán Việt: Vu Sơn huyện) là một huyện thuộc thành phố trực thuộc trung ương Trùng Khánh, Cộng hòa Nhân dân Trung Hoa. Huyện này có diện tích 2958 km², dân số năm 2010 là 495.072 người. Huyện này nằm ở phía đông của Trùng Khánh, nam giáp Hồ Bắc, bắc giáp Vu Khê.

## Lịch sử
Thời Chiến Quốc, là quận Vu thuộc nước Sở.
Huyện Vu thành lập năm 277 TCN thời Tần Chiêu Tương vương. Năm Kiến An thứ 15 (năm 210) thời Đông Hán, Lưu Bị cai quản Kinh Châu, tách huyện Vu để thành lập huyện Bắc Tỉnh.
Năm 222, huyện này thuộc quận Nghi Đô của Đông Ngô. Năm 260, Cảnh Đế tách quận Nghi Đô để thành lập quận Kiến Bình với trị sở đặt tại huyện Vu.
Năm 268 thời Tấn Vũ Đế, vùng đất này thuộc quận Ba Đông.
Năm 583 Tùy Văn Đế lập quận Kiến Bình, huyện Vu đổi tên thành huyện Vu Sơn.
Ngày 19 tháng 3 năm 1952, hương Đồng Cổ chuyển từ trực thuộc huyện Kiến Thủy tỉnh Hồ Bắc về trực thuộc huyện Vu Sơn.
Ngày 28 tháng 6 năm 1997, huyện Vu Sơn trực thuộc thành phố Trùng Khánh.
Tháng 8 năm 2011 triệt tiêu hương Long Tỉnh để sáp nhập vào trấn Vu Hiệp.

## Phân chia hành chính
Về mặt hành chính, huyện này được chia ra thành 2 nhai đạo, 11 trấn, 11 hương, 2 hương dân tộc với tổng cộng 567 thôn.
- Nhai đạo: Cao Đường, Long Môn.
- Trấn: Vu Hiệp, Miếu Vũ, Đại Xương, Phúc Điền, Long Khê, Song Long, Quan Dương, Loa Bình, Bão Long, Quan Độ, Đồng Cổ.
- Hương: Lưỡng Bình, Khúc Xích, Kiến Bình, Đại Khê, Kim Bình, Bình Hà, Đương Dương, Trúc Hiền, Tam Khê, Bồi Thạch, Đốc Bình.
- Hương dân tộc Thổ Gia: Hồng Xuân, Đặng Gia.